# PlayStation 4
PlayStation 4 (tudi znan pod kratico PS4) je četrta igralna konzola podjetja Sony Computer Entertainment in je naslednik PlayStation 3 iz družine PlayStation.
PlayStation 4 je konzola osme generacije in je tekmec Nintendojevemu Wii U in Microsoftovemu Xbox One. Konzolo so najavili 20. februarja 2013. Izšla je 15. novembra 2013 v Severni Ameriki in 29. novembra 2013 v Evropi in Avstraliji. 
Po besedah Sonyja je PlayStation 4 najmočnejša konzola, ki je trenutno na trgu.  PlayStation 4 je več kot 10-krat močnejši od konzol sedme generacije (PlayStation 3 in Xbox 360). 
Konzola je osredotočena na družabno oz. socialno igranje.

## Zgodovina
Po besedah glavnega arhitekta Marka Cernyja, se je proizvodnja Sony-jevega PlayStation (PS4) začela zgodaj 2008, manj kot dve leti za tem, ko je izšel PlayStation 3..
Zgodaj 2013 je Sony razglasil, da bo 20. februarja 2013 imel predstavitev imenovano "PlayStation Meeting 2013" v New York-u, ki bo predstavila prihodnost PlayStationa ("future of PlayStation"). Tam je Sony javno razglasil podrobnosti in izid konzole PlayStation 4. Dane so bile informacije strojne opreme in funkcij. Sony je prav tako v živo predstavil nekaj izmed iger v proizvodnji, in tehnične demonstracije.
Podjetje je razkrilo datum izida konzole za Ameriko, Evropo in Avstralijo ter še nekatere podrobnosti na novinarski konferenci na dogodku Gamescom v Kölnu v Nemčiji 20. avgusta 2013.
Konzola je izšla 15. novembra 2013 v Združenih državah Amerike in Kanadi. Pozneje novembra je konzola izšla še v 29 državah.  Na Japonskem je PS4 izšel 22. februarja 2014.
Julija 2014 je PlayStation 4 v prodaji v 58 državah, tudi v Sloveniji.

## Strojna oprema
Konzola je široka 275 mm, visoka 53 mm in dolga 305 mm. 
Ima ploščat vrh in strani, obraz in hrbet pa sta zaobljena za približno 45%. Konzola je čez sredino navidezno prerezana napol, in se prezračuje zadaj. 
Strojna oprema v PlayStationu 4 je dokaj podobna tisti v osebnih računalnikih, kar naj bi pomagalo razvijalcem do cenejšega in lažjega razvijanja iger za konzolo.

### Tehnične specifikacije
PlayStation 4 vsebuje procesor, ki ga je razvilo podjetje AMD v sodelovanju z Sonyjem (APU) , ki vsebuje intergriran procesor (CPU) in grafično kartico (GPU). Ima tudi več kanalni GDDR5 (176 GB/s) spominski daljinec, video dekoder (za snemanje). PlayStation 4 ima igram dodeljeno arhitekturo, vendar vsebuje komponente, ki bodo sistemsko delovali relativno podobno temu kar vidimo pri osebnih računalnikih, kar omogoča tretjeročnim proizvajalcem lažje programiranje igerza PlayStation 4.

##### Centralni procesor
Procesor (CPU) vsebuje 8 x86-64 jeder, ki temelijo na AMD Jaguar arhitekturi. Ta procesor se razlikuje od "močnega, a kompliciranega" Cell procesorja, ki ga ima PlayStation 3.

##### Grafični procesor
Grafični procesor (GPU) vsebuje 18 enot, ki temelijo na "Southern Islands" izvedbi, za celoto 1152 stream processorjev, kar omogoča 1.84 FLOPS (tera flopov na sekundo). Ta se lahko uporablja za grafične simulacije, ali celo naloge, ki jih sicer opravlja CPU. GPU prav tako vsebuje dodeljeno tehnologijo za istočasno "krčenje" in "širjenje" video datotek. 

##### Delovni spomin (RAM)
PlayStation 4 vsebuje 8 GB of GDDR5 enotnega sistemskega spomina, ki omogoča 176 GB/s bandwidth. PS4 ima 16-krat več RAMa, kot ga najdemo v PlayStation 3, Ta RAM je namenjen za lajšanje dela proizvajalcem in za daljšo življenjsko dobo konzole. Enotni spomin dovoli CPU in GPU enotam čisto rabo spomina, brez potrebe za enonamenski GPU in CPU spomin.

##### Pogoni
PlayStation 4 Blu-ray pogon bere Blu-Ray-je pri hitrosti 6x (za zazliko od 2x na PlayStation 3)  in bere DVD-je s hitrostjo 8x . Konzola podpira videoposnetke v ločljivosti 4K.  Priložen je tudi trdi disk v velikosti 500 GB (da se ga zamenjati), na katerega se nameščajo igre iz Blu-Rayev in igre, prenešene digitalno.

##### Povezljivost / vhod, izhod
PlayStation 4 vsebuje 802.11 b/g/n Wi-Fi in Ethernet.  2x USB 3.0 vhod, Bluetooth 2.1. in pomožni vhod za Playstation Eye. Konzoli so priložene mono slušalke, ki jih je možno vklopiti v DualShock 4. Izhodi so HDMI, in optical S/PDIF audio out. Konzola ne podpira analognega izhoda. PlayStation 4 podpira igre v ločljivosti 1080p (1920x1080p) in videoposnetke v ločljivosti 1080p in 4K (3840x2160p).

##### Sekundarni namenski CPU
Konzola vsebuje sekundarni procesor za prenos podatkov v ozadju . Ta omogoča nemoteno delovanje sekundarnih funkcij, in celo igranje igre, medtem ko ta igra še ni popolnoma naložena. Sekundarni sistem deluje celo, ko je konzola izklopljena oziroma v načinu mirovanja.

### Kontroler
DualShock 4 je glavni kontroler za PlayStation 4.  Podobno kot DualShock 3 se poveže brezžično preko Bluetooth 2.1+EDR. DualShock 3 sicer ni kompatibilen z PlayStation 4.
DualShock 4 ima vgrajen dvotočkovni kapacitivni touchpad (površina na dotik) na prednjem delu kontrolerja, kar je novost. Za pozicijske senzorje uporablja "three-axis gyroscope" in "three-axis accelerometer". Nadgrajene so pa tudi vibracije kontrolerja.
Vključuje vgrajene, litij-ionske baterije, katere se da napolniti. Baterija je zmožna hraniti 1000 mAh. Trenutna zasnova tehta 210 g (7,4 oz), ima pa dimenzije 162 mm × 52 mm × 98 mm (6,4 in × 2,0 in × 3,9 in), in matirano spodno stran iz gume za boljši oprijem.
Kontroler ima razne izhode kot so činč. (3.5 mm TRS connector) za slušalke in mikrofon. Micro USB in "extension port". Lahko se polni preko microUSB, preko konzole ali drugih vhodov. PlayStation 4 ga lahko polni tudi ko je konzola ugasnjena oziroma v mirovanju. Vključuje pa tudi mono zvočnik.
DualShock 4 vsebuje tipke: PS gumb, gumb SHARE , gumb OPTIONS, smernike (d-pad), ukaz (, ,  in ), ramena (R1/L1), ramena (R2/L2), dve gobici (analog stick), klik gobice (L3/R3) in sledilno ploščico. Novost v primerjavi s prejšnjimi kontrolerji je to, da so gumba START in SELECT zamenjali za gumb OPTIONS (ista funkcija kot START) in SHARE (gumb za deljenje svojih videoposnetkov igre in screenshotov).  Gobice (analog stick) in spodnja ramena (L2, R2) so sedaj udobljeni.
DualShock 4 vsebuje lučko (light bar), ki služi lažjemu indentificiranju kontrolerjev, ali opozorilom v igri (npr. baterija prazna, nizko zdravje, policija, nevarnost....) S pomočjo lučke bo možno igrati igre namenjene za PlayStation Eye4. PlayStation 4 celo podpira že obstoječi "PlayStation Move" controller.

### PlayStation 4 Eye
"PlayStation Eye 4" ima dve 1280×800px, 60fps kameri. Leče delujejo z odprtino f/2.0, z 30 cm focus razdalje, in 85° vidnega kota. Kameri omogočajo različne funkcije v. Obe kameri skupaj ustvarita globinsko sliko snemanega objekta,. Prednost in alternativna funkcija obeh leč je uporaba ene izmed leč za "MoCap" zaznavanje(senzor gibanja) in drugo za snemanje posnetka.
PlayStation Eye 4 ima tudi 4-kanalni mikrofin, ki lahko filtrira zvok in sprejme ukaze. Velikost kamere je okoli 186 mm × 27 mm × 27 mm (7,3 in × 1,1 in × 1,1 in) (širina × višina × dolžina), tehta 183 g (6,5 oz). Snema video v RAW in YUV (v nestisnjenih) formatih. In se poveže z PlayStation 4 preko pomožnega vhoda.
PlayStation Eye 4 se lahko kupi posamično.

### Dodatne naprave
Konzola omogoča povezljivost ostalih naprav z PlayStation 4.  Naprave, kot so PS Vita, tablice, pametni telefoni lahko upravljaljajo PlayStation 4 v neposredni okolici ali kjerkoli po svetu, kjer je internetna povezava.. Slika se preslika iz PS4 na napravo, kjer lahko nemoteno igraš s tipkami na PS Viti ali z DualShockom 4.

#### PlayStation Vita
PlayStation Vita se lahko uporablja kot drugi zaslon za PlayStation 4, kjer se vsebine iz PlayStation 4 predvajajo ali igrajo neposredno na PS Viti. Sony omogoča tovrstno povezljivost z večino PlayStation 4 iger. .

#### PlayStation App
Sony je PlayStation 4 omogočil podporo tabličnih računalnikov, pametnih telefonov, in drugih mobilnih napravah z PlayStation Network.
PlayStation App prav tako omogoča določene funkcije za mobilne naprave. Podpira bo iPhone, iPad, in Android naprave. Preko mobilnih naprav je možno opravljati večino funkcij PlayStationa 4.

## Programska oprema
PlayStation 4 poganja operacijski sistem imenovan Orbis OS, ki je modificirana različica FreeBSD 9.0. 
Konzola sicer ne potrebuje internetne povezave za delovanje, vendar so omogočene dodatne funkcije, če je konzola priklopljena na povezavo. Sony želi narediti uporabo PlayStation 4 vsebin bolj preprosto in instantno, in izboljšati ter dodati vsebine vseskozi življenjsko dobo PlayStation 4.
PlayStation Network omogoča uporabnikom dostop do storitev, kot so PlayStation Store (spletna trgovina iger).   Uporabniki lahko preko PlayStation Store preizkusijo igro preko Gaikai in jo igrajo, brez da bi jo naložili.
PlayStation 4 podpira aplikacije kot so Netflix in Amazon Instant Video.
Možna je uporaba mnogih aplikacij hkrati (npr. uporabljanje spletnega brskalnika med igranjem igre).
Za spletno igranje je potrebna naročnina na storitev PlayStation Plus. Če si naročen na storitev, prejmeš vsak mesec 2 brezplačni igri za PS4. 

### Družabnost
Družabna povezljivost je ena izmed ključnih lastnosti PS4. Omogočanje komunikacije s socialnimi mediji in neposredni prenos iger prijateljem ali pošiljanje video vsebin je omogočeno s preprostim pritiskom na gumb SHARE na Dualshocku 4. Omogočeno je snemanje igranja do 15 minut in shranjevanje dogodka, ki se je zgodil v zadnjih 15 minutah, tudi če nisi predčasno vključil snemanja. Posnetke je možno objaviti na Facebook, YouTube ali poslati prijateljem.. Uporabniki lahko igro prenašjo v živo preko Ustream ali Twitcha . in prejemajo komentarje gledalcev.

### Uporabniški vmesnik
PlayStation 4 predstavlja nov vmesnik imenovan PlayStation Dynamic Menu.  Na profilih igralcev lahko vidimo ime, nedavno aktivnost in ostale podrobnosti in seveda dosežke/trofeje. 
Začetni zaslon ima funkcijo "What's new", v katerem lahko vidiš, kaj počnejo tvoji prijatelji. 

### Glasovni nadzor
Z kamero ali mikrofonom lahko uporabnik nadzira konzolo z govorjenjem. Z besedo "PlayStation" se glasovni nadzor aktivira, beseda "All Commands" pa pokaže listo možnih komand.

### Spletni brskalnik
PS4 vsebuje brskalnik na osnovi WebKita, za razliko od PS3, ki uporablja NetFront brskalnik. PS4 brskalnik je zasnovan na istem jedru kot Google Chrome in Apple Safari, in na testih v združljivosti standardov HTML5 se je odrezal najbolje od vseh konzol. 

## Igre
Jack Tretton (glavni izvršni direktor od Sony Computer Entertainment of America) je povedal, bodo igre za PlayStation 4 na trgu stale nekje med 0.99 in 59.99$ in pri pooblaščenih prodajalcih ne bodo stale več kot trenutne igre.
Sony z novo strojno opremo namerava proizvajalcem olajšati ustvarjanje iger za PlayStation 4, Prav tako omogoča neodvisnim razvijalcem "indie developers", da sami izdajo svoje igre na PlayStation 4 brez obvezujočega založnika.

### Digitalne vsebine
Digitalne vsebine (downloadable content) vklučujejo celotne igre, kot so na PlayStation Portable, PlayStation Vita in PlayStation 3. Vse fizične PlayStation 4 igre so na voljo tudi v digitalnem formatu. Ko je igra kupljena, se najprej naloži osnovni del igre, ko bo ta naložen se igra lahko igra, preostala igra pa se bo naložila sproti.  To je omogočeno s pomočjo sekundarnega procesorja, ki je namenjen zgolj za nalaganje vsebin.
PlayStation 4 vsebije tehnologijo, ki predvide, katere igre bo uporabnik kupil, in naloži osnovne dadoteke, zato, da omogoči hitrejše igranje po nakupu igre.

### Združljivost
Strojna oprema PlayStation 4 ni fizično združjiva z PlayStation-om 3 zaradi nepovezljivosti z Cell arhitekturo PlayStationa 3 in nove x86-64 PlayStation 4 arhitekture. Vendar Sony namerava omogočiti igranje vseh PlayStation iger preko oblaka. Gaikai, podjetje, ki ga je kupil Sony, namerava omogočiti igranje PlayStation, PlayStation 2 in PlayStation 3 iger na PlayStation 4.

### Trofeje
PlayStation 4 podpira trofeje - dosežke, ki jih dobiš, če opraviš neko vnaprej določeno nalogo v igri. Novost je, da lahko vidiš, kakšen odstotek igralcev je osvojilo določeno trofejo.  Obstajajo barvne trofeje, bronaste, srebrne, zlate in platinaste. Slednjo je možno osvojiti le, če si poprej pridobil vse ostale v igri. Na spletnemu mestu PlayStation Network se vodi evidenca osvojitev trofej pod določenim uporabniškim imenom in možno si je ogledati tudi pripadajočo statistiko. Poleg same barve trofej obstaja še ena kategorizacija, in sicer kolikšen odstotek igralcev je osvojilo neko določeno trofejo. Po tem se trofeje delijo na navadne in redke ter zelo in ultra redke. Na spletnem mestu playstationtrophies.org si je možno ogledati katere trofeje so v posameznih igrah.

### Rabljene igre
V intervjuju z Eurogamer glede govoric rabljenih iger je Yoshida potrdil, da bo PlayStation 4 podpiral rabljene igre. Njegov citat: "Yes. That's the general expectation by consumers - they purchase physical form, they want to use it everywhere, right? So that's my expectation."
PlayStation 4 podpira rabljene igre. Igre lahko posodiš ali prodaš brez omejitev. 